# 马王堆街道
马王堆街道，是中华人民共和国湖南省长沙市芙蓉区下辖的一个街道。2011年12月29日芙蓉区区划调整，自马王堆街道析设荷花园街道，调整后马王堆街道下辖滩涂坪社区、古汉城社区、马王堆社区、火炬村、新桥村等3个社区、2个村，常住人口5.46万人；街道治所设古曲路28号原东屯渡街道地税所。管辖区域的大致范围：沿晚报大道向东至紫薇路中心线向南，至古汉路中心线向东，至嘉雨路中心线向南，至凌霄路中心线向东，至古曲路中心线向南，至远大路中心线向东，至浏阳河中心线向北，至长园路中心线延长线向南，接明苑街中心线向南，至晚报大道中心线止向东合围的区域内。

## 行政区划
马王堆街道下辖以下地区：
滩头坪社区、马王堆社区、白沙湾社区、古汉城社区、新合村、新桥村、农科村和火炬村。